# Härgårman
Härgårman är ett musikalbum med Trafik-Trolle. CD-skivan innehåller de två sista banden.

## Låtlista
1. Godda, godda, godda
2. Russin
3. Se var du går
4. Sagan om Guldlock och dom tre trollen
5. Skogen
6. Raplåt från Nylle
7. Godda, godda, godda
8. Ibland
9. Om du hör något i luften
10. Sagan om en häxa som håller på och dummar sig i skogen
11. Nu är det slut
12. En otäck sång
13. Tutlåt
14. Denna underbara sång
15. Troll